# Numero di Wedderburn-Etherington
In teoria dei grafi, un numero di Wedderburn-Etherington è il numero di distinti alberi binari che possono essere costruiti con una data quantità di nodi, cioè il numero di grafi nei quali ogni vertice è collegato con uno o tre altri vertici. Il loro nome deriva dai matematici Ivor Etherington e Joseph Wedderburn. I primi numeri di Wedderburn-Etherington sono: 1, 1, 1, 2, 3, 6, 11, 23, 46, 98, 207, 451, 983, 2179, 4850, 10905, 24631, 56011, 127912, 293547, 676157, 1563372, 3626149, 8436379, 19680277, 46026618, 107890609, 253450711, 596572387, 1406818759, 3323236238, 7862958391.
I numeri di Wedderburn-Etherington hanno un ruolo anche in tassonomia cladistica, rappresentando il numero di possibili alberi evolutivi per un dato numero di specie, inclusi i punti di speciazione.